# Rules Don't Apply
Rules Don't Apply is een Amerikaanse film uit 2016 die geschreven en geregisseerd werd door Warren Beatty. De hoofdrollen worden vertolkt door Lily Collins, Alden Ehrenreich en Beatty.

## Verhaal
In 1958 reist Marla Mabrey, een toegewijde baptist en schoonheidskoningin uit Virginia, naar Hollywood om het te maken als actrice. Ze wordt in de stad rondgereden door Frank Forbes, een jonge chauffeur en toegewijde methodist die net als zij naar succes verlangt. Beide liggen onder contract bij Howard Hughes, een steenrijke filmmaker, vrouwenversierder en vliegtuigpionier. De twee krijgen al snel gevoelens voor elkaar, hoewel Hughes strenge regels heeft ingevoerd die verbieden dat zijn werknemers romantische of seksuele interacties hebben met elkaar.

## Rolverdeling
| Acteur            | Personage            |
| ----------------- | -------------------- |
| Lily Collins      | Marla Mabrey         |
| Alden Ehrenreich  | Frank Forbes         |
| Warren Beatty     | Howard Hughes        |
| Martin Sheen      | Noah Dietrich        |
| Annette Bening    | Lucy Mabrey          |
| Haley Bennett     | Mamie                |
| Alec Baldwin      | Bob Maheu            |
| Matthew Broderick | Levar Mathis         |
| Oliver Platt      | Forester             |
| Ed Harris         | Mr. Bransford        |
| Amy Madigan       | Mrs. Bransford       |
| Taissa Farmiga    | Sarah Bransford      |
| Steve Coogan      | Colonel Niger Briggs |
| Candice Bergen    | Nadine Henly         |

## Productie

### Ontwikkeling
In 1973 liep Beatty de excentrieke miljardair Howard Hughes tegen het lijf in een hotel in Beverly Hills, waar Hughes zes kamers en vier bungalows huurde om jonge actrices waar hij een oogje op had in onder te brengen. Als een gevolg raakte Beatty gefascineerd door de filmmaker en vliegtuigpionier en bedacht hij het plan om een biopic over hem te maken. Aanvankelijk wilde hij samenwerken met scenarist Paul Schrader, maar toen dat niet doorging, schreef hij samen met Bo Goldman een scenario voor de biopic. Goldman won nadien ook een Oscar voor de Howard Hughes-komedie Melvin and Howard (1980) van regisseur Jonathan Demme. In de daaropvolgende jaren probeerde Beatty meermaals om zijn passieproject op het witte doek te krijgen. In 1990 benaderde hij Steven Spielberg om het script van Goldman te regisseren, maar tot een samenwerking kwam het uiteindelijk niet.
In 2004 maakten acteur Leonardo DiCaprio en regisseur Martin Scorsese met The Aviator een eigen biopic over Hughes. Beatty zelf bleef ondertussen werken aan een scenario gebaseerd op het het verhaal dat hij met Goldman had ontwikkeld. Reeds in 2007 begon hij met het organiseren van audities.
Op 20 juni 2011 kondigde Paramount Pictures aan dat Beatty een rol zou vertolken in een nieuwe film die hij zelf zou schrijven en regisseren. Het zou zijn eerste filmproject als regisseur worden sinds Bulworth (1998) en zijn eerste acteerrol sinds Town & Country (2001). In september 2011 verliet Paramount het project en werd het opgepikt door New Regency Pictures van producent Arnon Milchan. Gedurende drie jaar werd het project verder ontwikkeld. In februari 2014 raakte bekend dat het filmbudget van zo'n 26,7 miljoen dollar zou gefinancierd worden door onder meer New Regency en RatPac Entertainment. Later kwam aan het licht dat Beatty meerdere investeerders had gevonden, waaronder heel wat miljardairs zoals Ronald Burkle en Jeffrey Soros. Beatty gaf de meeste onder hen een officiële vermelding als "producent" in de filmcredits, hoewel het eerder gebruikelijk is om investeerders een credit als "uitvoerend producent" te geven. Tot grote ergernis van de Producers Guild of America (PGA) kregen er in totaal 16 personen de titel van producent.

### Casting
In 2011 kondigde Beatty aan dat hij op zoek was naar een ensemblecast en dat hij zelf de rol van Howard Hughes zou vertolken. Onder meer Andrew Garfield, Alec Baldwin, Annette Bening, Shia LaBeouf, Jack Nicholson, Evan Rachel Wood en Rooney Mara werden overwogen. In november 2011 werd Felicity Jones gecast als hoofdrolspeelster, maar de actrice haakte uiteindelijk af omdat de productie steeds werd uitgesteld. Begin 2014 werd Jones vervangen door Lily Collins. Justin Timberlake en Alden Ehrenreich werden overwogen voor het mannelijk hoofdpersonage. In februari 2014 werd de casting van Collins, Ehrenreich, Matthew Broderick en Annette Bening bevestigd.

### Opnames
De opnames gingen op 24 februari 2014 van start en eindigden op 8 juni 2014. Er werd hoofdzakelijk gefilmd op locatie in Los Angeles (Californië) en in de Sunset Gower Studios in Hollywood. Er vonden ook opnames plaats in het Millennium Biltmore Hotel. Eind februari 2015 filmde Beatty nog enkele kleine opnames.

### Release
Op 10 november 2016 ging de film in première op AFI Fest, het filmfestival van de American Film Institute.